# Niszczyciele typu Draug

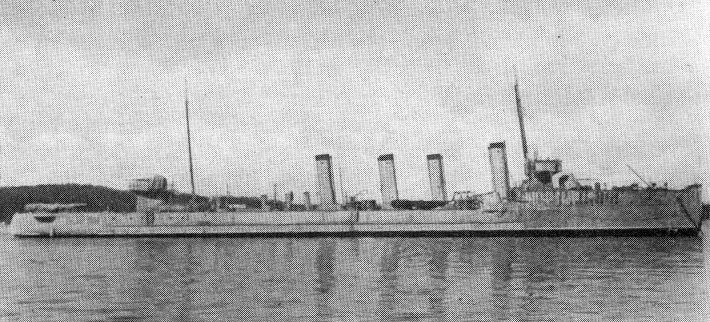
Sylwetka „Drauga” w początkowym okresie służby

Niszczyciele typu Draug – seria norweskich niszczycieli z początku XX wieku, pozostających w służbie do  II wojny światowej. Były to pierwsze niszczyciele norweskiej konstrukcji.

## Historia
Od XIX wieku Norwegia starała się pozostawać poza konfliktami europejskimi, wobec czego rozwijała swoją marynarkę jedynie w niewielkim zakresie. Jej pierwszym i przez dłuższy czas jedynym niszczycielem był „Valyrien”, zbudowany w niemieckiej stoczni Schichau-Werke w Elblągu w 1896. Kolejnymi niszczycielami były dopiero trzy okręty typu Draug, zaprojektowane w 1906 w Norwegii – w Głównej Stoczni Marynarki w Horten, wzorowane ogólnie na brytyjskim typie E. Mimo braku wcześniejszych doświadczeń, okazały się one udanymi i dość dobrze uzbrojonymi jak na czas projektowania okrętami, o dużej dzielności morskiej.
Zbudowano najpierw dwa okręty – „Draug” i „Troll”, które weszły do służby w latach 1909–1910, po czym zdecydowano zbudować jeszcze trzeci „Garm”, odróżniający się zastosowaniem nowoczesnego napędu turbinami w miejsce maszyn parowych. Turbiny pochodziły ze stoczni Krupp Germania z Kilonii, były jednak dość nieekonomiczne.
Okręty otrzymały nazwy potworów z mitologii nordyckiej (Draug, Troll, Garm).

## Okręty
| Nazwa   | Położenie stępki | Wodowanie  | Wejście do służby |
| ------- | ---------------- | ---------- | ----------------- |
| „Draug” | 1907, Horten     | 18.03.1908 | 1909              |
| „Troll” | 1908, Horten     | 7.07.1910  | 13.03.1912        |
| „Garm”  | 1912, Horten     | 25.05.1913 | 1914              |

Główne źródło

## Opis
Okręty typu Draug miały dość nowoczesną jak na czas powstania architekturę, z wysoko podniesionym płaskim pokładem dziobowym, na około 1/4 długości kadłuba i lekko wychyloną dziobnicą. Na pokładzie dziobowym znajdowało się działo 76 mm nr 1, a za nim umiarkowanych rozmiarów nadbudówka dziobowa, z odkrytym pomostem bojowym i platformą reflektora. Za nadbudówką znajdował się maszt, a dalej na śródokręciu cztery cienkie, wysokie i lekko pochylone kominy. Po bokach kominów, na pokładzie na każdej z burt znajdowały się po dwa działa i pojedyncza obrotowa wyrzutnia torpedowa. Para dział umieszczona na wysokości pierwszego komina mogła strzelać na wprost w kierunku dziobu, dzięki odpowiednio wyprofilowanym burtom na wysokości nadbudówki. Rufowe działo nr 6 umieszczone było na małej nadbudówce (na takiej samej wysokości, jak działo dziobowe). Z nadbudówką rufową stykał się maszt rufowy, a na niej była jeszcze podniesiona platforma reflektora. Na samym pokładzie rufowym był obrotowy pojedynczy aparat torpedowy, mogący strzelać na obie burty.
Uzbrojenie początkowo stanowiło 6 dział 76 mm, z czego 4 stanowiły salwę burtową. Jak na moment projektowania okrętów, było ono silniejsze od ogółu niszczycieli, z racji tego, że  całość artylerii stanowiły działa największego stosowanego na początku XX wieku kalibru 76 mm. W momencie ich wejścia do służby na uzbrojenie niszczycieli na świecie wchodziły jednak już działa kalibru 100-102 mm. Zwłaszcza dotyczyło to ostatniego okrętu, który  był już przestarzały w momencie budowy. Uzbrojenie torpedowe okrętów stanowiły trzy pojedyncze obrotowe wyrzutnie torped kalibru 457 mm, typowe dla tego okresu. Podczas II wojny światowej niszczyciele typu Draug miały wartość bojową odpowiadającą torpedowcom. Ich słabością był całkowity brak uzbrojenia przeciwlotniczego, mimo możliwości modernizacji w tym kierunku.

## Przebieg służby
Norwegia była neutralna podczas I wojny światowej i niszczyciele nie brały udziału w działaniach bojowych. Nie przechodziły następnie większych modernizacji, w tym nie otrzymały uzbrojenia przeciwlotniczego. 
W chwili wybuchu II wojny światowej niszczyciele jako już przestarzałe były odstawione do rezerwy, lecz zostały jesienią 1939 roku reaktywowane. Bbrały udział w patrolowaniu, strzeżeniu neutralności norweskich wód terytorialnych i eskortowaniu statków stron walczących. M.in. 15 lutego 1940 roku „Garm” zatrzymał do kontroli niemiecki statek zaopatrzeniowy „Altmark”, transportujący brytyjskich jeńców, ale nie wykrył ich obecności. Okręty tworzyły 1 Dywizjon Niszczycieli, stacjonujący w 2 Dystrykcie Morskim. 
Podczas niemieckiego ataku na Norwegię 9 kwietnia 1940 „Draug” stacjonował w Haugesundzie, „Garm” w Bergen, a „Troll” w Måløy. Tego dnia „Draug” zatrzymał i zatopił niemiecki statek „Main” (7624 BRT), wiozący ciężką broń i zapasy dla niemieckich żołnierzy, po czym, z 67 jeńcami z „Maina”, popłynął do Wielkiej Brytanii, docierając 11 kwietnia do Scapa Flow. Wszedł następnie w skład emigracyjnej marynarki Norwegii. Pełnił początkowo rolę okrętu-bazy norweskich kutrów torpedowych MTB-5 i MTB-6. Jego rufowe działo 76 mm zamieniono w maju 1940 roku na przeciwlotnicze, dodając też karabiny maszynowe Lewis. Ze znakiem taktycznym H28 służył od 6 sierpnia do 17 października 1940 jako okręt obrony w porcie Lowestoft, odpierając dwukrotnie ataki lotnictwa. Na przełomie 1940/1941 został zmodernizowany w Grimsby, podczas czego usunięto pierwszy komin i przebudowano mostek. Do kwietnia 1942 służył głównie do eskorty konwojów przybrzeżnych. Między 1 a 3 października 1941 roku został użyty do operacji Barefoot – doholował pod Bergen kuter torpedowy MTB 56, który zatopił tam zbiornikowiec „Borgny”. Od kwietnia 1942 roku „Draug” został wycofany ze służby czynnej z powodu małej wartości i przejęcia innych okrętów od Brytyjczyków i służył jako hulk koszarowy. 5 lutego 1943 opuszczono na nim norweską banderę, a okręt wypożyczono Brytyjczykom do celów ćwiczebnych i doświadczalnych. Zwrócono go 2 września, po czym 19 listopada 1943 ostatecznie wycofano ze służby. W 1944 okręt złomowano w Wielkiej Brytanii.

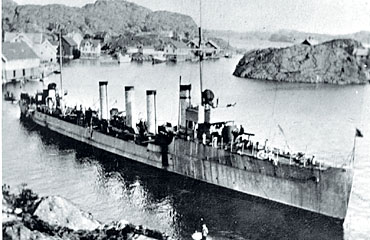
„Troll” w maju 1940

„Troll” i „Garm” uniknęły początkowo zagarnięcia przez Niemców i działały w rejonie Sognefjordu na północ od Bergen, lecz 26 kwietnia „Garm” został zatopiony podczas uzupełniania paliwa w porcie Bjordal przez niemieckie lotnictwo (bez strat w załodze). „Troll” z powodu ograniczonej ilości paliwa i braków w załodze nie podjął próby ucieczki do Anglii, lecz 4 maja został opuszczony w Florø, gdzie 18 maja zajęli go Niemcy. Używany był następnie przez nich do celów pomocniczych, pod swoją nazwą. W 1941 przystosowano go do wytwarzania wody destylowanej, stacjonował w stoczni w Laksevåg (Bergen). Po wojnie zwrócono go norweskiej marynarce, lecz nie wszedł do czynnej służby. Oficjalnie został wycofany 25 stycznia 1950, po czym został złomowany.